# خانه استادیان
خانه تاریخی استادیان مربوط به دوره قاجار است و در آران و بیدگل، خیابان نواب صفوی، کوچه فخارخانه واقع شده و این اثر در تاریخ ۱۶ دی ۱۳۸۷ با شمارهٔ ثبت ۲۴۴۴۴ به‌عنوان یکی از آثار ملی ایران به ثبت رسیده است.